# ノイス
ノイス（ドイツ語: Neuss, 南部低地フランク方言: Nüss; ラテン語: Novaesium; 1968年までの表記: Neuß）は、ドイツ、ノルトライン＝ヴェストファーレン州の都市である。ライン川左岸に位置し、対岸にはデュッセルドルフがある。人口は約16万人である。ノイスはドイツ最大の郡庁所在都市であり、またライン・ノイス郡で最大の都市である。とりわけ、古代ローマに遡る歴史、ライン港、ノイス市民射撃祭で知られている。1963年にノイスの人口は10万を突破し、大都市となった。ノイスは、州の計画では中規模中核都市に位置づけられている。1984年には都市の2000年周年記念祭を開催した。ノイスは、ドイツで最古の都市の一つである。

## 地理

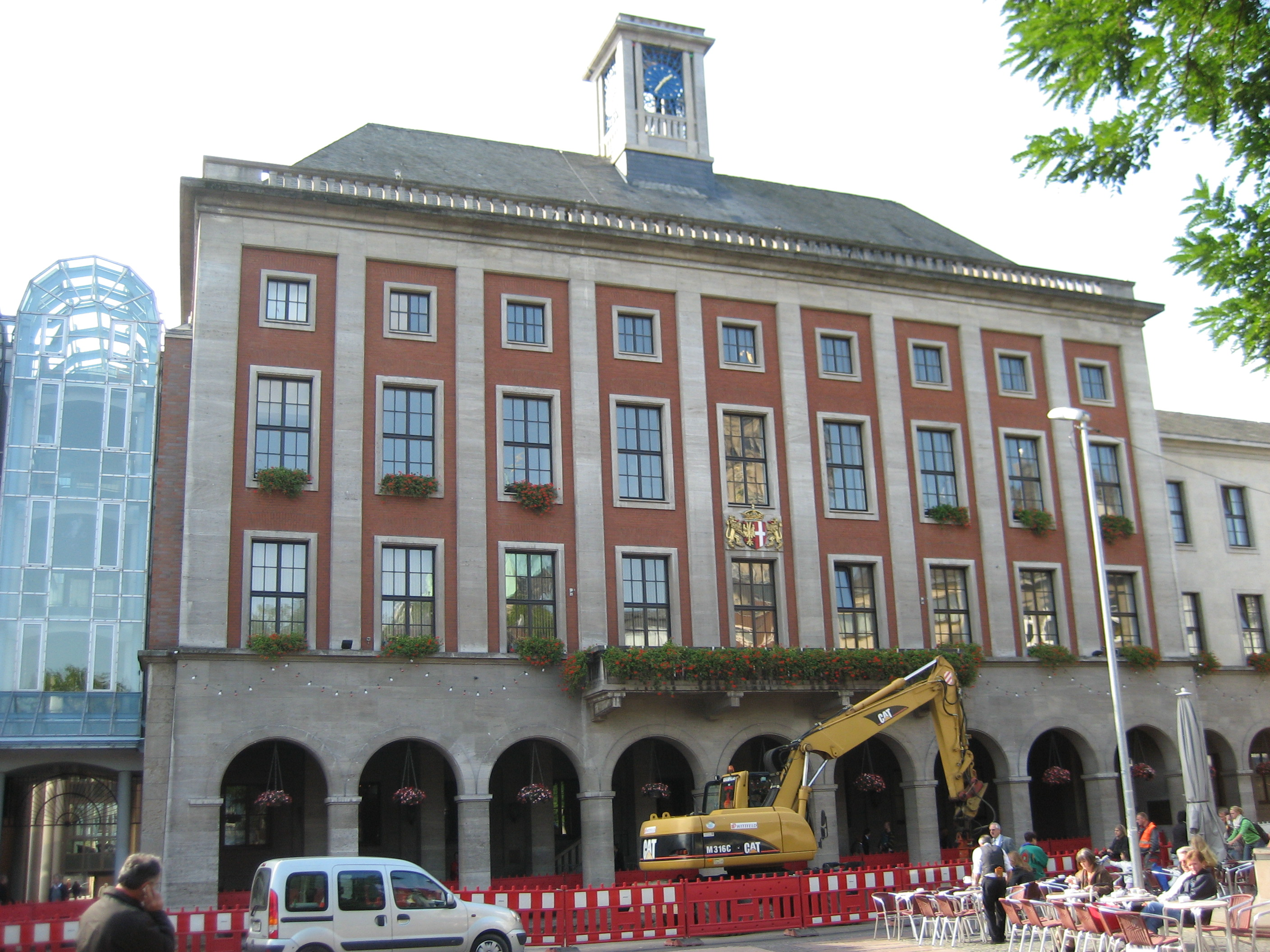
ノイス市庁舎

ノイスは、ニーダーライン地方、デュッセルドルフを望むライン川左岸の河岸段丘にあり、エルフト川がライン川に流れ込む。市内で最も標高の高い地点は、ホルツハイム地区であり、67.5メートル、最も低い地点は都市南端の部分にあり、海抜30メートルである。都市の領域は南北13.2km、東西12.8kmである。ノイスはライン・ノイス郡の東端に位置するとはいえ、郡の地理的中心は市内（グート・ホンブローホ (Gut Hombroich) 付近）にある。

### 近隣都市
ノイスは以下の都市や自治体と接している。東から時計回りに挙げる。
デュッセルドルフ（郡独立市）、ドルマーゲン、グレーヴェンブローホ、コルシェンブローホ、カールスト、メーアブッシュ（すべてライン・ノイス郡）。

### 都市の構成
ノイスには他のノルトライン＝ヴェストファーレン州の郡独立市とは異なり、都市区が設定されていない。都市を区画するのは、統計区域である。これらは連番が振られ、固有の名称を持つ。
1 インネンシュタット、聖三王地区、3 港地域、4 ハムフェルト、5 アウグスティヌス地区、6 グナーデンタール、7 グリムリングハウゼン、8 ユーデスハイム、9 ヴェックホーフェン、10 エルフトタール、11 ゼリクム、12 ロイシェンベルク、13 ポモーナ、14 スタジアム地区、15 ヴェストフェルト、16 モルゲンシュテルンスハイデ、17 フルト＝ズュート、18 フルト＝ミッテ、19 フルト＝ノルト、20 ヴァイセンベルク、21 フォーゲルザング、22 バルバラ地区、23 ホルツハイム、24 グレーフラート、25 ホーステン、26 シュペック/ヴェール/ヘルペンシュタイン、27 ノルフ、28 ローゼレン。
また分散した住宅地があり、一部は固有の名称、または地区名と同じ名称を持つ。アラーハイリゲン、ベッティクム (Bettikum)、デリクム (Derikum)、ディルケス (Dirkes)、エルヴェクム、エルフトタール・オスト (Erfttal Ost)、エルフトタール・ヴェスト (Erfttal West)、ギーア (Gier)、グレーフラート (Grefrath)、グルーセム＝オスト (Gruissem-Ost)、ホルペンシュタイン (Helpenstein)、アム・クライツ (Am Kreitz)、クックホーフ (Kuckhof)、ランツェラート (Lanzerath)、レーヴェリング (Löveling)、ミンケル (Minkel)、ラインパルクセンター、レックラート (Röckrath)、ローゼラーハイデ/ノイエンバウム (Neuenbaum)、シュリヒェルム、シュペック (Speck)、シュトゥットゲン (Stüttgen)、ヴェール (Wehl)、ロット (Rott)。

## 歴史

### ローマ時代

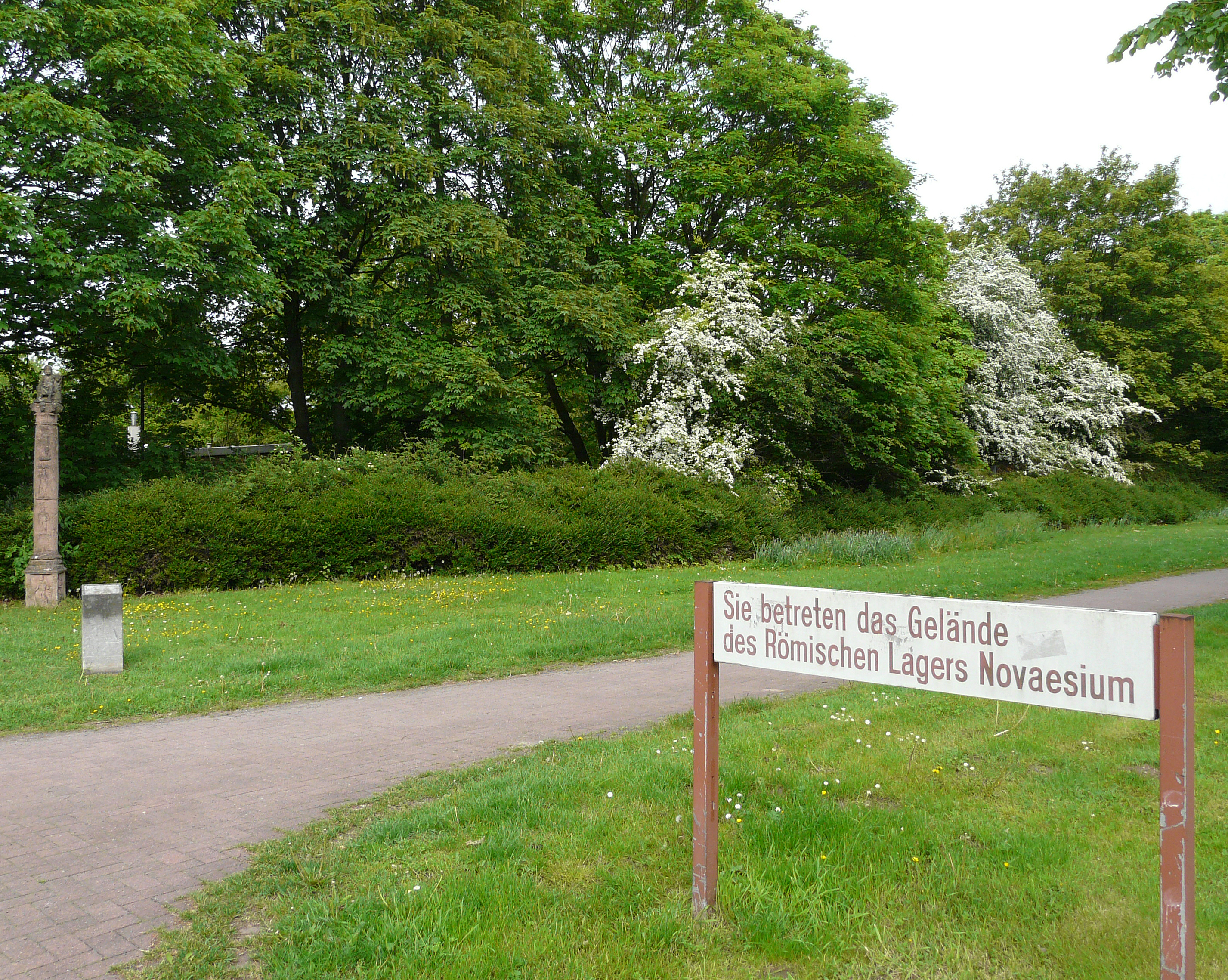
かつてのローマ軍の陣営

#### ノウァエシウム (Novaesium)
ノイスは、ドイツで最古の都市の一つである。すでに紀元前16年には、ローマ軍はエルフト川がライン川に注ぐ場所に至った。今日の旧市街化の南東約2.5 kmの地点で、木と土で防塁を築いた。その付近には既にケルト＝ゲルマンと思しき先住民の集落があり、この場所は戦略的に選ばれものであった。カエサルが征服したガリアのリヨンからトリーアとツュルピヒを経てライン川に至るトリーア-ケルン・ローマ街道の終着点の近くであり、またライン川、エルフト川、ルール川、ヴッパー川といった水路交通の便の良い地位であった。加えてこの地にはローマ軍の陣営（いわゆる「A陣営からF陣営」）が並んでいたが、使用季節は限定されていたと考えられている。とりわけ「第19軍団」と「第20軍団ウァレリア・ウィクトリクス」が一時この地に駐屯していたとされる。

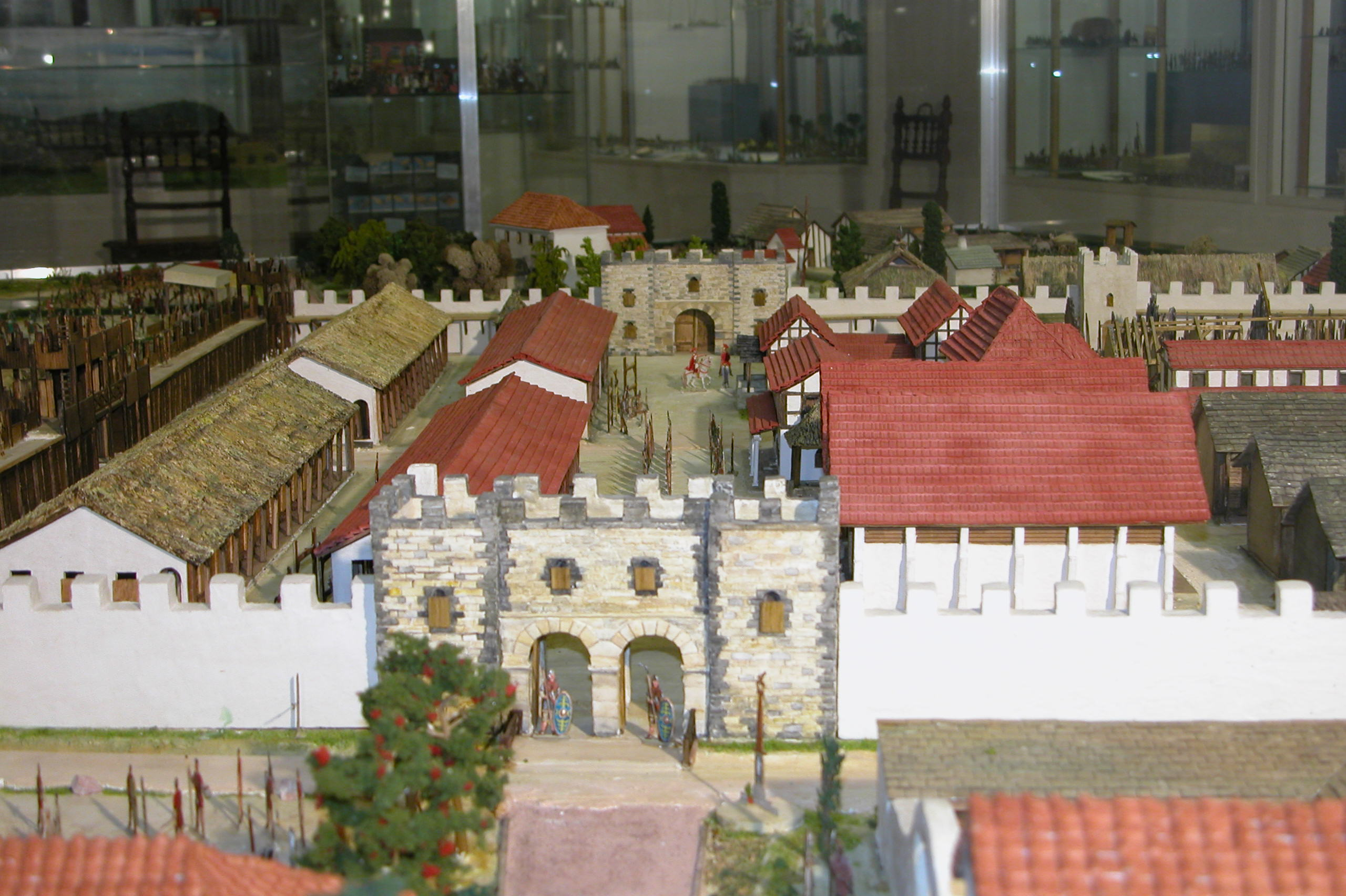
ローシャイダー・ホーフ野外博物館の錫人形部に置かれたノイスのローマ城砦の模型

紀元1世紀半ば頃には、ローマ軍、特に第6軍団 (Legio VI) は、ノイス＝グリムリングハウゼン近くに初めて石造りの陣営陣営を建設した。後に考古学者コンスタンティン・ケーネンによって発見され、その名をとって「ケーネン陣営」と呼ばれている。1世紀後半なると、城砦には常に1個軍団、6,500名の兵士が駐屯するようになった（ノウァエシウム）。当時の様子は、H. -J. グラウル (Graul) の手になる、学術的見地を踏まえた城塞と住民の集落のジオラマに見ることができる。これは今日、ローシャイダー・ホーフ野外博物館に置かれている。
最期に「ケーネン陣地」に駐屯していた第6軍団が、100年頃にウェテラ（現：クサンテン）に移駐すると、この場所には2世紀初めに補助陣営が構築され、要員600人が収容可能であった。3世紀の終わりなると、ローマ軍の国境防衛は、フランク族の襲撃の増加に呼応し再編されることになり、エルフト川河口付近の補助陣営も放棄されることになった。

#### 住民集落
軍団陣営の周りには大規模な集団墓地と陣営郊外 (「カナバエ・レギオニス (canabae legionis)」）が成立し、兵士の家族が居住し、また商人、宿屋、軍団のための職人が働いていた。この郊外と集団墓地から住民集落（「ウィクス (vicus)」）が生まれ、数世紀の時を経て今日のノイスへと発展した。

### 中世初期
1963年の聖クヴィリーン (St. Quirin) 教会周辺の発掘の際、フーゴ・ボルガーは500年頃のフランク族の墓地を発見した。これはノイスの中世初期の集落が、古典古代と連続することを証明している。8世紀から9世紀にかけての遺物は、オーバートーア（「上門」）とマリア教会 (Marienkirche) 付近から発掘された。
恐らく10世紀後半には教会の隣にベネディクト派の修道院が開かれたが、高位貴族の寄進によるものであった。この教会の守護聖人、ノイスのクヴィリヌスの聖遺物が運ばれて来たのも、この時代のこととされている。

### 中世と近世の歴史

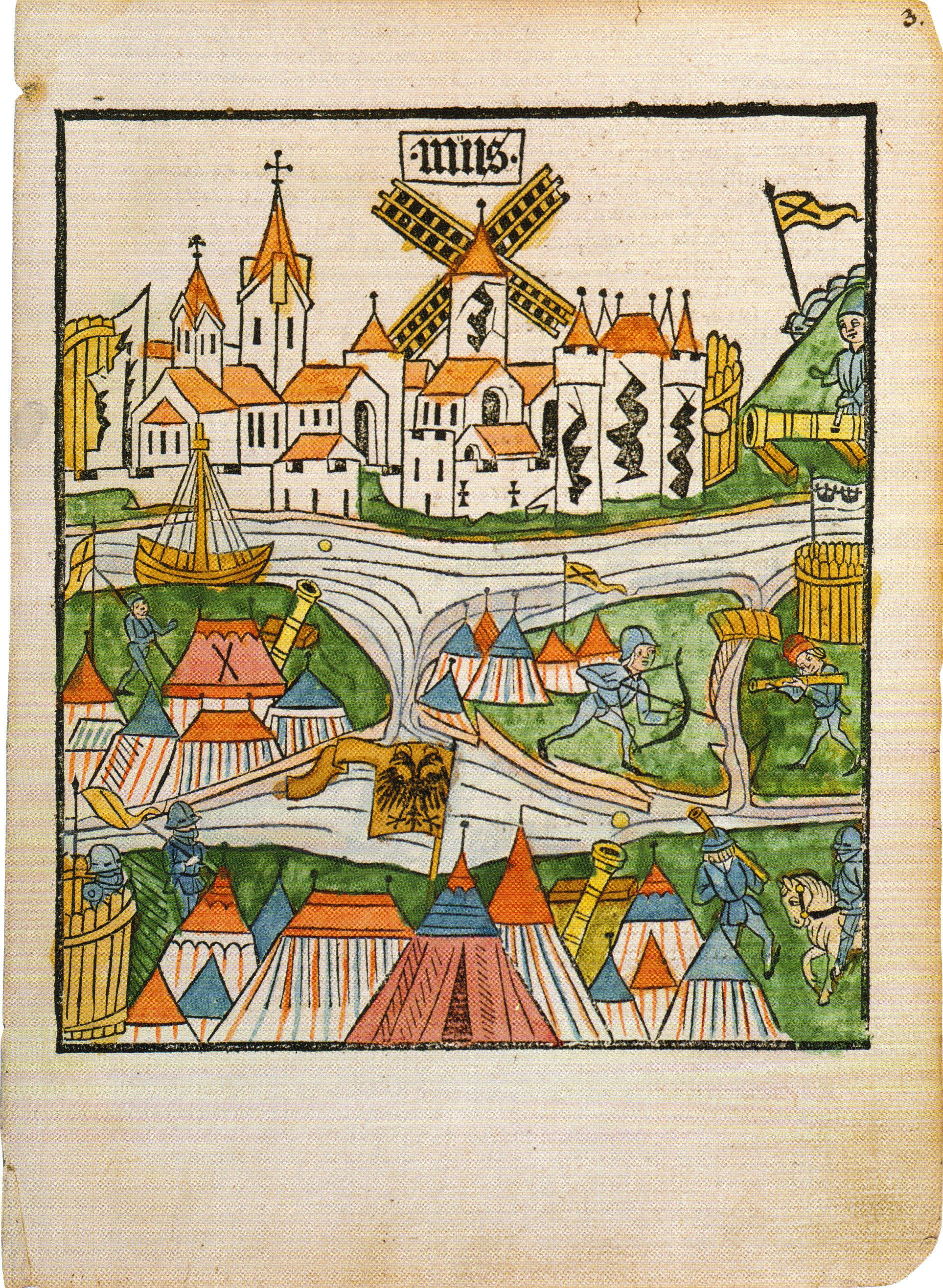
1474年から1475年にかけてのノイス包囲戦

#### 都市への発展
1190年にノイスは、初めて公式に都市として承認された。皇帝ハインリヒ6世がカイザースヴェルトでノイスに免税を認めた時のことである。1200年頃には、5つの塔を持つ都市壁が建設された。1209年にはクヴィリヌス修道院聖堂の礎石が棟梁であるヴォルベロ (Wolbero) によって置かれた。これは以前に存在した建築物を利用したものであった。1474年から1475年かけてノイスはブルゴーニュ公シャルルによってほぼ1年にわたって包囲されたものの（ノイス包囲戦）、抵抗を貫いた。これを讃え皇帝フリードリヒ3世はノイスに特別な権利を与えた。貨幣鋳造特権、赤封蝋特権（蝋で封印をする際、赤色のものを使用する権利）、ハンザ都市権、そして新たな紋章である。これらは都市に多大な恩恵をもたらしたが、ケルン戦争では占領の憂き目にあい、また1586年の大火災で街は灰燼に帰した。

#### 19世紀
1794年、フランス軍はノイスを占領した。ライン河畔にすぐに砲兵陣地が複数設置された。このような砲兵陣地の遺構は、今日でもユーデスハイムとフレーエ橋の間のライン川屈曲部に見ることができる。これらは「旧砲台 (Alte Batterie)」として知られている。1794年から1814年にかけてのナポレオンの占領下では、ノイスには北部運河が建設された。ライン川とマース川を船で接続するためである。こうしてライン川下流の関所を迂回することが目的であった。しかし運河は完成に至らなかった。1816年にノイスはプロイセン王国領となり、郡庁所在地となった。19世紀には改めて経済が飛躍的に拡大した。とりわけ鉄道の建設（ライン川に架かりデュッセルドルフ＝ビルクへ至る鉄道橋によってライン川右岸の鉄道網と接続など）とライン河港によるものであった。

#### 郡独立市
1913年、ノイスはノイス郡から分離し、郡独立市となった。1929年には、ノイス郡の残余部分とグレーヴェンブローホ郡が合併し、グレーヴェンブローホ＝ノイス郡（後にグレーヴェンブローホ郡）となった。第二次世界大戦中、ノイスは136回、空襲に見舞われた。ライン地方の他の多くの都市と同じく、歴史的な旧市街の大部分は、戦意の低下を狙った爆撃戦略の一環として、イギリス軍の空襲によって破壊された。最初の大空襲は、1942年7月31日から8月1日にかけての夜間に行われ、犠牲者は279人、住居を失った者は12,000人に達した。
1944年には大規模な空襲が6回行われた。死者537人、負傷者544人、破壊された家屋は833棟に登った。クヴィリヌス修道院聖堂は、高性能爆弾が命中し、甚大な被害をこうむった。この他にも市営プロイセン通り病院、カミルスハウス (Kamillushaus) 及びアレクシアーナー病院 (Alexianerkrankenhaus) 並びに付属教会、イマクラータ (Immaculata) 教会、マリーエンベルク (Marienberg) 教会、ヨーゼフ修道院 (Josephskloster)、アンナ修道院 (Annastift) が破壊され、12月31日には歴史ある市庁舎も被弾した。
アメリカ軍第83歩兵師団第330歩兵連隊は、1945年3月2日に手榴弾作戦によってノイス並びにデュッセルドルフのライン川左岸地区を占領した。
1968年、都市名の表記を変更し、これまでの「ß」使用した「Neuß」から現在の「Neuss」となった。

#### ノイス郡
1975年の地方行政改革、いくつかの自治体や集落がノイスに編入され（編入も参照）、郡独立市であるノイスもグレーヴェンブローホ郡と合併し、ノイス郡となった（2003年からライン・ノイス郡）。ノイスは、自治体法上の大規模郡所属市としての地位を保持し、新設郡の郡庁が置かれる一方、郡の行政機関の大部分はグレーヴェンブローホにある。1984年、ノイスは2000周年を迎え、特別版漫画『ノウァエシウムのアステリックス (Asterix in Novaesium)』がフランスの権利者の許可を得て発行された。

#### 編入合併
ノイスは歴史を通じて以下の自治体や地区を編入してきた。20世紀初めには、ヘールト、ビューデリヒ、カールストから各一部。1929年にはグリムリングハウゼン、ユーデスハイム、ヴェックホーフェン。1975年1月1日にはグレーフラート（自治体ホルツハイム）、ホルツハイム、ホーステン（自治体ノイキルヒェン）、ノルフ、ローゼレン、シュペック（自治体ノイキルヒェン）、カールストの他地区である。

## 産業・交通
ノイスの現在の主要な産業は工業や商業、サービス業である。港には精油所やコンテナターミナが立地しており2003年よりデュッセルドルフと共同で港の運営会社が設立されノイスを拠点としている。鉄鋼やアルミ、製紙業はノイスの経済に大きく占めている。2006年現在の失業率は7.9%であった。近隣都市とはSバーンによって密に結ばれており、ライン＝ルール運輸連合のエリアに含まれている。

## 姉妹都市
- シャロン＝アン＝シャンパーニュ（フランス）1972年
- プスコフ（ロシア）1990年
- リエカ（クロアチア）1990年
- セントポール（アメリカ）1999年
- ネヴシェヒル（トルコ）2007年
- ボル（トルコ、友好都市）2007年

## 出身者
- ダニー・ダ・コスタ: サッカー選手
- マリ・ヴァルトマン: フィギュアスケート選手
- フランク・ビエラ: レーシングドライバー